# Marie Sophiegletsjer
De Marie Sophiegletsjer is een gletsjer in Nationaal park Noordoost-Groenland in het noordoosten van Groenland. 

## Geografie
De gletsjer komt uit het westen en heeft een lengte van meer dan 50 kilometer. Ze mondt in het oosten uit in het Independencefjord.
Op ongeveer 20 kilometer naar het zuidoosten ligt de Academygletsjer.
Ten noordoosten van de gletsjer ligt het Pearyland.